# Hyalolaena transcaspica
Hyalolaena transcaspica är en flockblommig växtart som först beskrevs av Jevgenij Korovin, och fick sitt nu gällande namn av Pimenov och Kljuykov. Hyalolaena transcaspica ingår i släktet Hyalolaena och familjen flockblommiga växter. Inga underarter finns listade i Catalogue of Life.